# Australia na Halowych Mistrzostwach Świata w Lekkoatletyce 2010
Reprezentacja Australii podczas halowych mistrzostw świata 2010 liczyła 6 zawodników.

## Mężczyźni
- Bieg na 400 m
  - Sean Wroe

- Skok o tyczce
  - Steve Hooker

- Skok w dal
  - Fabrice Lapierre
  - Mitchell Watt

- Pchnięcie kulą
  - Scott Martin

## Kobiety
- Skok wzwyż
  - Petrina Price